# De bocht
De bocht is een hoorspel naar het toneelstuk Die Kurve (1960) van Tankred Dorst. Er bestaan twee Nederlandse versies van.

## Rolbezetting

### Eerste versie (1966)
De KRO zond de eerste versie uit in het programma Dinsdagavondtheater op dinsdag 27 december 1966 (met een herhaling op dinsdag 18 juli 1967). Willem Tollenaar zorgde voor de vertaling en de regie. De uitzending duurde 52 minuten.
- Sacco van der Made (Anton)
- Gerard Hartkamp (Rudolf)
- Frans Somers (Kriegbaum)

### Tweede versie (1968)
De TROS zond de tweede uit op vrijdag 12 juli 1968. Jacques Besançon zorgde voor bewerking en regie. De uitzending duurde 30 minuten.
- Harry Bronk (Anton)
- Hans Veerman (Rudolf)
- Frans Somers (Dr. Kriegbaum)

## Inhoud
De broeders Rudolf en Anton wonen aan de voet van een rots in een kleine hut. Veel gebeurt er daar niet, behalve als er weer eens een auto van de rots naar beneden dondert, omdat de chauffeur de bocht daarboven niet goed genomen heeft. Dat is in de laatste tijd 24 maal voorgevallen - zoveel houten kruisen staan er naast de hut. Rudolf herstelt die auto's en verkoopt ze, terwijl Anton de begrafenisrede voor de overledenen schrijft, wier persoonlijkheden hij uit de door hen meegebrachte documenten filtert. In deze idylle breekt plots de staatssecretaris Kriegbaum binnen, aan wie Anton steeds weer (onbeantwoord gebleven) rekesten heeft gestuurd, om hem te wijzen op het gevaar van de bocht en de noodzaak die minder scherp te maken. Daar horen ze weer een auto komen en prompt valt staatssecretaris Kriegbaum in de rabarberstruiken. Hij dankt daaraan zijn redding en belooft de weg te laten aanpassen. De broeders beginnen plots te beseffen, hoezeer ze beiden van de bocht afhankelijk zijn. Als Kriegbaum de terugweg wil aanvaarden, begint Anton hem de voor hem geschreven grafrede voor te lezen en steekt hem ten slotte met een zakmes neer…